# Löst organiskt kol
Löst organiskt kol (DOC, engelska: dissolved organic carbon) är ett mått på det totala organiska kolinnehållet i vatten i löst form.